# Maria Inês Nassif
Pour les articles homonymes, voir Nassif.
Maria Inês Nassif est une journaliste et professeure d'université brésilienne. Au long de sa trajectoire professionnelle, elle travaille à Valor Econômico, Jornal do Brasil, O Globo, Folha de S.Paulo, O Estado de S. Paulo, Gazeta Mercantil, Agência Dinheiro Vivo, Carta Maior et GGN, s'y spécialisant en journalisme économique et politique. Elle est aussi chargée de presse officielle du gouvernement de Luiz Inácio Lula da Silva, en 2012.
Diplômée de journalisme à la Faculdade Cásper Líbero, elle travaille dans cette même université en tant que professeure de journalisme d'opinion, de 2010 à 2013.
Elle reçoit le prix de la Presse Féminine en 2014.